# Антоновка. 40+
«Анто́новка 40+» — международная литературная премия для авторов старше 40 лет, пишущих на русском языке. Учреждена в 2018 году в память прозаика, драматурга и критика Алексея Константиновича Антонова, преподавателя Литературного института им. А.М. Горького.

## Учредители
Премия учреждена учениками и последователями Алексея Антонова. В разное время в состав оргкомитета входили: Дана Курская, Ольга Аникина, Екатерина Бармичева, Александр Евсюков, Наталия Елизарова, Ирина Каренина, Роман Соколов-Пурусин, Игорь Шелапутин, Светлана Шумилина и другие литераторы.

## Порядок присуждения премии

### Работа жюри
Состав жюри премии ежегодно определяется оргкомитетом. За годы существования премии «Антоновка 40+» председателями её жюри в номинациях «Проза», «Критика» и «Поэзия» выступали Светлана Василенко, Марина Кудимова, Ирина Евса и Людмила Зубова.

### Выдвижение на соискание премии
На конкурс принимаются произведения, ранее не получавшие премий и иных наград. Право выдвижения на Премию имеют правообладатели, издатели и сами авторы в возрасте старше 40 лет. Основными номинациями в разные годы существования премии были «Драматургия», «Критика», «Литературоведение», «Проза» и «Поэзия». Помимо этого, по решению оргкомитета, могут действовать дополнительные номинации и спецпризы.

### Формирование «длинного списка»
Оргкомитет отбирает произведения из присланных заявок и формирует длинный список, который передается на рассмотрение жюри. Его объявление происходит в апреле.

### Формирование «короткого списка»
Жюри премии определяет короткий список на основании длинного списка, поданного оргкомитетом. Шорт-лист премии объявляется во второй половине мая.

### Определение победителя
Победители премии определяются членами жюри на основе короткого списка. Их имена объявляются ежегодно 17 июня, в день рождения Алексея Антонова. В этот же день происходит вручение наград. Премия является безгонорарной. Наградной фонд каждого сезона может быть определен отдельно, в зависимости от привлечения спонсорских средств.

## Лауреаты в основных номинациях

### 2018—2019
«Длинный список» был объявлен 10 апреля 2019 года.
«Короткий список» был объявлен 18 мая 2019 года.
Драматургия
- Евгений Сулес

Критика
- Дарья Еремеева

Поэзия
- Ефим Бершин

Проза
- Дмитрий Коржов, Ирина Соляная[10]

### 2019—2020
«Длинный список» был объявлен 13 апреля 2020 года.
«Короткий список» был объявлен 21 мая 2020 года.
Драматургия
- Алексей Евстратов

Критика
- Елена Сафронова

Литературоведение
- Наталья Ковтун

Поэзия
- Михаил Базилевский

Проза
- Ольга Боткина[13]

### 2020—2021
«Длинный список» был объявлен 3 апреля 2021 года.
«Короткий список» был объявлен 22 мая 2021 года.
Поэзия
- Геннадий Калашников

Проза
- Владимир Лидский[16]

### 2021—2022
«Длинный список» был объявлен в апреле 2022 года.
«Короткий список» был объявлен в мае 2022 года.
Критика
- Михаил Тенников

Поэзия
- Юлия Беломлинская, Мария Евсеева

Проза
- Юлия Беломлинская[17]

### 2023—2024
«Длинный список» был объявлен 11 апреля 2024 года.
«Короткий список» был объявлен 20 мая 2024 года.
Поэзия
- Антон Васецкий

Проза
- Макс Шапиро[20]

## Отзывы
- Андрей Полонский: «У “Антоновки” есть три любопытные особенности. Во-первых, эта премия, существующая уже четыре сезона, до сих пор не была замечена в протекции «своих», что бы ни вкладывалось в значение этого слова. А ведь именно этим порочным протекционизмом, к сожалению, давно грешат самые известные литпремии России. Во-вторых, едва ли не основной номинацией “Антоновки” — и как показал опыт, одной из самых интересных — стала критика. Что естественно ввиду профессиональных предпочтений самого Алексея Антонова. А в-третьих, премия открывает авторов не только из столиц, но и со всей России и постсоветского пространства, оставаясь открытой всему русскому миру»[21].